# 60008 Jarda
60008 Jarda este un asteroid din centura principală de asteroizi.

## Descriere
60008 Jarda este un asteroid din centura principală de asteroizi. A fost descoperit pe 14 octombrie 1999 la Observatorul din Ondřejov de Lenka Šarounová. Asteroidul prezintă o orbită caracterizată de o semiaxă mare de 3,08 ua, o excentricitate de 0,13 și o înclinație de 1,5° în raport cu ecliptica.